# Andre Bertelsmeier
Andre Bertelsmeier (* 25. Oktober 2005 in Hamm; auch André Bertelsmeier) ist ein deutscher Tischtennisspieler. Bis 2025 trat er für den 1. FC Köln an. Zur Saison 2025/2026 schließt er sich dem TSV Bad Königshofen aus der Bundesliga an. 2025 wurde er zusammen mit Wim Verdonschot Deutscher Meister im Doppel.

## Karriere
Bertelsmeier bestritt 2014 für seinen Heimatverein Westfalia Rhynern die ersten Spiele. 2019 wechselte er zum TTC Grün Weiß Bad Hamm. Ab 2020 besuchte er, mit 14 Jahren jüngster Bewohner, das Deutsche Tischtennis-Internat in Düsseldorf. Bei Bad Hamm spielte er in seiner letzten Saison in der zweiten Bundesliga. Nach dem Abstieg von Bad Hamm 2023 wechselte er zum 1. FC Köln, um die Liga zu halten. 2025 schloss er sich dem Bundesligisten TSV Bad Königshofen an.
Im April 2023 holte Bertelsmeier im Einzel und Doppel mit Lleyton Ullmann die Titel als Deutsche Jugend-Meister sowie Silber im Mixed mit Mia Griesel (U 19). Beim WTT Youth Contender in Helsingborg gewann er im Juni 2023 im Mixed U19 zusammen mit Mia Griesel Gold.
Seinen ersten internationalen Einzel-Titel gewann Bertelsmeier beim WTT Youth Contender in Linz im Januar 2024. Eine Woche später gewann er im Einzel der Westdeutschen Meisterschaften in Rees.

### Nationalmannschaft
Andre Bertelsmeier steht seit 2020 im Nachwuchskader der Nationalmannschaft und startete im U15-Nationalkader. Bei den Jugend-Europameisterschaften im Juli 2023 in Gliwice gewann Bertelsmeier mit dem Team Bronze (U19). Im Dezember 2023 bei den Jugend-Weltmeisterschaften in Nova Gorica errang er mit seiner Mixed-Partnerin Mia Griesel die Bronzemedaille.
Ende Januar 2024 gewann Bertelsmeier Bronze bei den U21-Europameisterschaften in Skopje.

## Erfolge

### Nationale Erfolge
- 1. Platz Einzel und Doppel mit Lleyton Ullmann, 2. Platz im Mixed mit Mia Griesel, Deutsche Jugend-Meisterschaften 2023 (U 19)
- 2. Platz, Deutsche Jugend-Meisterschaften 2022 (U 18)
- 1. Platz, Top 12 Bundesranglistenfinale 2023 (U19)
- 1. Platz, Top 12 Bundesranglistenfinale 2024 (U19)
- 1. Platz, Westdeutsche Meisterschaften 2024
- 1. Platz im Doppel mit Tobias Hippler, Westdeutsche Meisterschaften 2023
- 1. Platz im Doppel mit An Duy Dang, Westdeutsche Schülermeisterschaften 2019
- 1. Platz im Doppel mit Wim Verdonschot, Deutsche Meisterschaften

### Internationale Erfolge
- 1. Platz, WTT Youth Contender Havirov 2024 (U19)
- 1. Platz, WTT Youth Contender Linz 2024 (U19)
- 1. Platz, WTT Youth Star Contender Skopje 2024 (U19)
- 3. Platz, U21-Europameisterschaften 2024
- 3. Platz im Mixed mit Mia Griesel, Jugend-Weltmeisterschaften 2023 (U19)
- 3. Platz mit der Mannschaft, Jugend-Europameisterschaften 2023 (U19)
- 2. Platz im Doppel mit Tiago Abiodun (Portugal), Jugend-Europameisterschaften 2025 (U21)